# Xã Boone No. 1, Quận Greene, Missouri
Xã Boone số 1 (tiếng Anh: Boone No. 1 Township) là một xã thuộc quận Greene, tiểu bang Missouri, Hoa Kỳ. Năm 2010, dân số của xã này là 1.426 người.